# Дэчжоу
Дэчжо́у (кит. 德州, пиньинь Dézhōu) — городской округ в китайской провинции Шаньдун.

## История
В древности в этих местах находилось русло Хуанхэ, которую называли «Благодатной рекой» — Дэшуй (德水), поэтому эти места с древних времён называют «Дэ». После основания империи Хань её первый император дал одному из своих сподвижников в этих местах удел Дэ (德国), который после пресечения династии владельцев был преобразован в обычный уезд. При империи Суй была образована область Дэчжоу. После Синьхайской революции в Китае была произведена реформа структуры административного деления, в ходе которой области были упразднены.
В 1950 году был образован Специальный район Дэчжоу (德州专区), в который вошли город Дэчжоу и 16 уездов. В 1952 году была изменена граница между провинциями Хэбэй и Шаньдун, и в состав специального района перешли уезды Эньсянь, Учэн и Сяцзинь, ранее входившие в состав провинции Хэбэй, но зато из состава специального района в провинцию Хэбэй было передано 6 уездов; уезд Линсянь был присоединён к уезду Дэсянь.
В 1956 году Специальный район Дэчжоу был расформирован, а входившие в его состав административные единицы были разделены между специальными районами Ляочэн (聊城专区) и Хуэйминь (惠民地区), при этом уезд Эньсянь (恩县) был расформирован, а его территория — разделена между уездами Пинъюань и Сяцзинь. В 1961 году Специальный район Дэчжоу был создан вновь, на этот раз в его состав вошли город Дэчжоу и 10 уездов (уезд Дэсянь был при этом переименован в Линсянь). В 1964 году в его состав из провинции Хэбэй были переданы уезды Нинцзинь и Цинъюнь. В 1967 году Специальный район Дэчжоу был переименован в Округ Дэчжоу (德州地区).
В 1988 году уезд Лаолин был преобразован в городской уезд, непосредственно подчинённый правительству провинции Шаньдун.
В 1989 году уезды Шанхэ и Цзиян, а также три волости уезда Цихэ были переданы под юрисдикцию городского округа Цзинань.
В 1993 году уезд Юйчэн был преобразован в городской уезд.
Постановлением Госсовета КНР от 17 декабря 1994 года были расформированы город Дэчжоу и округ Дэчжоу, и образован городской округ Дэчжоу; территория бывшего города Дэчжоу стала районом Дэчэн в его составе.
В декабре 2014 года уезд Линсянь был преобразован в район городского подчинения Линчэн.

## Административно-территориальное деление
Городской округ Дэчжоу делится на 2 района, 2 городских уезда, 7 уездов:
| Карта | #              | Статус   | Название | Иероглифы     | Пиньинь | Население (2010 прим.) | Площадь (км²) | Плотность населения (/км²) |
| ----- | -------------- | -------- | -------- | ------------- | ------- | ---------------------- | ------------- | -------------------------- |
| 1     | Район          | Дэчэн    | 德城区   | Déchéng qū    | 600 000 | 539                    |               |                            |
| 2     | Городской уезд | Лаолин   | 乐陵市   | Làolíng shì   | 690 000 | 1172                   |               |                            |
| 3     | Городской уезд | Юйчэн    | 禹城市   | Yǔchéng shì   | 520 000 | 990                    |               |                            |
| 4     | Район          | Линчэн   | 陵城区   | Língchéng qū  | 590 000 | 1213                   |               |                            |
| 5     | Уезд           | Нинцзинь | 宁津县   | Níngjīn xiàn  | 470 000 | 833                    |               |                            |
| 6     | Уезд           | Цинъюнь  | 庆云县   | Qìngyún xiàn  | 310 000 | 502                    |               |                            |
| 7     | Уезд           | Линьи    | 临邑县   | Línyì xiàn    | 540 000 | 1016                   |               |                            |
| 8     | Уезд           | Цихэ     | 齐河县   | Qíhé xiàn     | 620 000 | 1411                   |               |                            |
| 9     | Уезд           | Пинъюань | 平原县   | Píngyuán xiàn | 460 000 | 1047                   |               |                            |
| 10    | Уезд           | Сяцзинь  | 夏津县   | Xiàjīn xiàn   | 520 000 | 882                    |               |                            |
| 11    | Уезд           | Учэн     | 武城县   | Wǔchéng xiàn  | 390 000 | 751                    |               |                            |

## Экономика
В Дэчжоу расположены завод сельхозтехники Yuntai Machinery, тепловая и солнечная электростанции компании Huaneng Power International.

## Образование
В Дэчжоу находится государственный университет, на очных отделениях которого обучается около 18 000 студентов.

## Достопримечательности
- В Дэчжоу находится самое большое в мире офисное здание, работающее на солнечной энергии[4]. Его открытие состоялось 27 ноября 2009 года[4]. Здание построено у самой воды и напоминает раскрытый веер или солнце с расходящимися от него лучами[4].